# Elevation (Tontechnik)
Als Elevation ist in der Stereofonie beim Lautsprecher-Stereohören im Stereodreieck folgender Effekt bekannt: Wenn man auf der Mittellinie auf die Lautsprecherfront zugeht, wandern Mittenschallquellen in die Höhe über die Lautsprecherebene hinaus.
Die Erhebung oder Elevation der Phantomschallquellen über der Verbindungslinie zwischen den Lautsprechern resultiert aus dem Widerspruch, dass das Gehör zwar identische Signale bei einer realen Mittenschallquelle empfängt, diese aber tatsächlich nicht von vorne, sondern von halb seitlich eintreffen. Diese damit verbundene Klangfarbenverfälschung muss dem Gehör aus seiner Erfahrung heraus als unlogisch erscheinen. Es reagiert mit der scheinbaren Erhebung der Phantomschallquelle.